# Lizz Wright
Lizz Wright (* 22. ledna 1980) je americká zpěvačka. Hudbě se věnovala od dětství, hrála v kostele na klavír a zpívala zde ve sboru. V roce 2000 začala vystupovat se skupinou In the Spirit a v roce 2003 vydala své první sólové album. Později vydala několik dalších alb. V roce 2012 zpívala v písni „Nobody's Fault But Mine“ z alba Pour une Âme Souveraine: A Dedication to Nina Simone hudebnice Meshell Ndegeocello (ta v minulosti hostovala na zpěvaččině sólové desce Fellowship). Během své kariéry spolupracovala s mnoha dalšími hudebníky, mezi které patří například Brian Blade, Ben Perowsky, Bill Frisell, Jakob Dylan a Chris Potter.

## Diskografie
- Salt (2003)
- Dreaming Wide Awake (2005)
- The Orchard (2008)
- Fellowship (2010)
- Freedom & Surrender (2015)